# St. Cyriakus (Gellershausen)

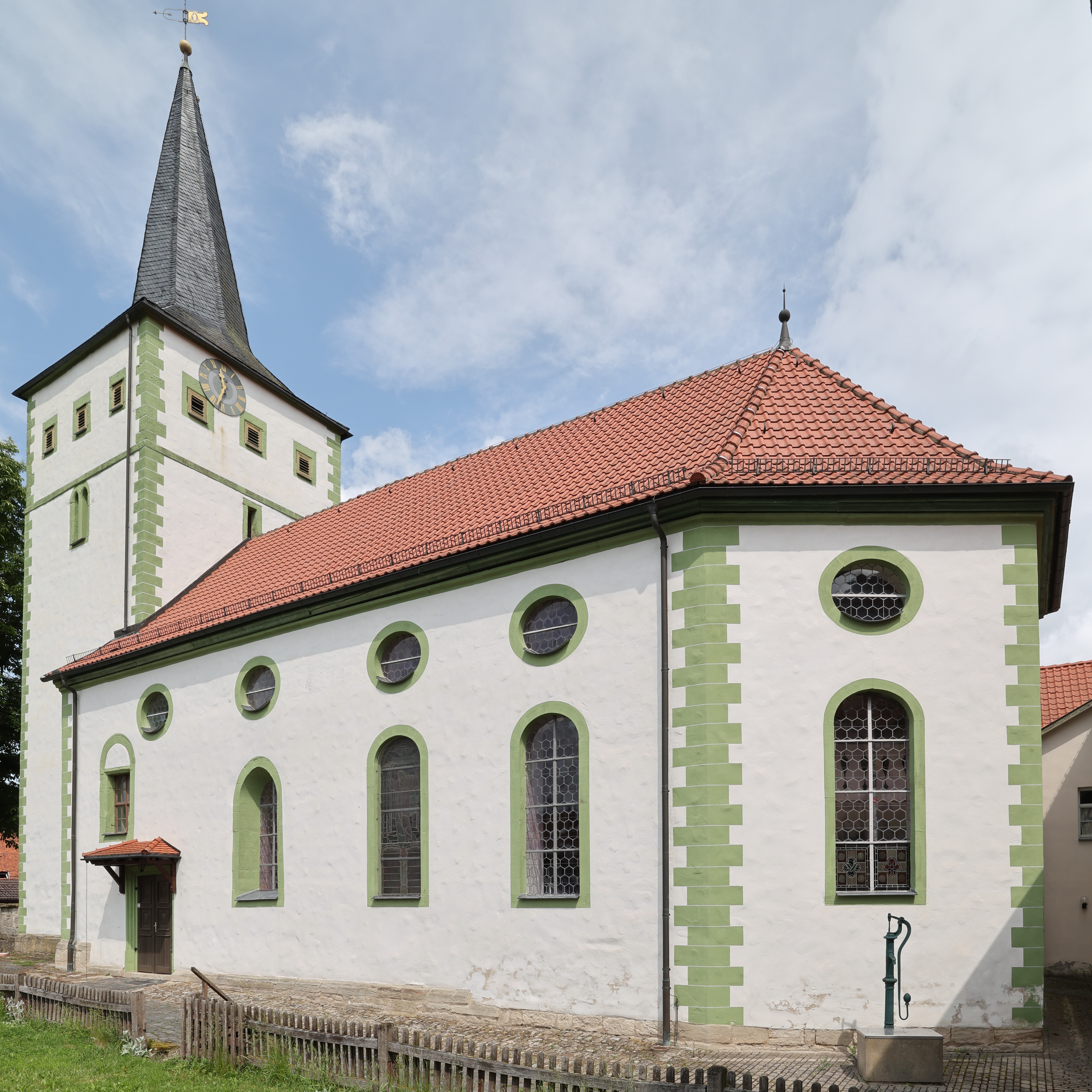
St. Cyriakus

Die denkmalgeschützte evangelisch-lutherische Dorfkirche St. Cyriakus steht im Ortsteil Gellershausen der Stadt Heldburg im Landkreis Hildburghausen in Thüringen.
Die mittelalterliche Vorgängerkirche wurde 1645 am Ende des Dreißigjährigen Krieges durch abziehende Soldaten in Brand gesetzt und bis auf den Kirchturm weitgehend zerstört.
Die jetzige Kirche wurde 1700 erbaut. Im Untergeschoss des Turmes befinden sich Bauten aus dem Jahr 1557. Die barocke Orgel ist vermutlich ein Werk des Orgelbauers Johann Christian Dotzauer.
| I Hauptwerk C–d3 |                  |    |
| 1.               | Principal        | 8′ |
| 2.               | Gedackt          | 8′ |
| 3.               | Viola di Gamba 0 | 8′ |
| 4.               | Octave           | 4′ |
| 5.               | Gedackt          | 4′ |
| 6.               | Quinta           | 3′ |
| 7.               | Octave           | 2′ |
| 8.               | Mixtur IV        | 2′ |

| II Oberwerk C–d3 |                    |    |
| 09.              | Lieblich Gedackt 0 | 8′ |
| 10.              | Flauto traverso    | 8′ |
| 11.              | Salicional         | 8′ |
| 12.              | Flauto dolce       | 4′ |
| 13.              | Principal          | 2′ |

| Pedalwerk C–d1 |                   |       |          |
| 14.            | Subbass           | 16′   |          |
| 15.            | Octavbass         | 08′   |          |
| 16.            | Choralbass        | 04′ 0 | (vakant) |
| 17.            | Rauschpfeife II 0 |       | (vakant) |

- Koppeln: Manualkoppel, Pedalkoppel (I/P)
- Weitere Nebenzüge: Calcantenzug, Zimbelstern, Tremulant